# Deutsches Erholungswerk
Das Deutsche Erholungswerk (DEW) ist ein Verein mit Sitz in Hamburg, der seit 1953 durch den Bau und das Betreiben von Feriendörfern Eltern einen erschwinglichen Urlaub mit ihren Kindern ermöglichen will.

## Gründung und Ziele
An der Gründung im Jahr 1953 war maßgeblich Johanna Brauweiler (1896–1989) beteiligt. Die Hamburger Journalistin und CDU-Politikerin war vor 1945 als Herausgeberin des Frauendienstes tätig, nach dem Krieg war sie u. a. im Publizistischen Arbeitskreis des Deutschen Evangelischen Kirchentags aktiv. Das DEW wurde als Verein organisiert, um Eltern einen kostengünstigen Urlaub gemeinsam mit ihren Kindern zu ermöglichen und damit den familiären Zusammenhalt zu stärken. In den folgenden Jahrzehnten wurden daher sechs Feriensiedlungen, über das Bundesgebiet verteilt, errichtet. Der Bau der Feriendörfer wurde durch öffentliche Gelder und private Spenden gefördert. Die laufende Arbeit finanziert das DEW nach eigenen Angaben aus den Mieteinnahmen und privaten Spenden.

## DEW-Feriendörfer
Für alle Feriendörfer gruppierte man kleinformatige Häuser, zumeist Doppelhäuser und ein Haupt-/Gemeinschaftshaus, wie kleine Dörfer in eine idyllische Landschaft. In der Architektur spiegeln sich jeweils regionale Stilmerkmale, häufig werden Fachwerk oder Holzverkleidungen eingesetzt. Das erste Feriendorf (40 Doppelhaushälften, sieben Einzelhäusern und ein Haupthaus in Backsteinfachwerk) entstand Mitte der 1950er Jahre in Schneverdingen in der Lüneburger Heide. Im Feriendorf Schneverdingen wurden Außenaufnahmen für den Film Heimat – Deine Lieder gedreht, der 1959 in die bundesdeutschen Kinos kam. 1960 folgte das Feriendorf Blomberg (15 Doppelhäuser und ein Gemeinschaftshaus mit Fachwerkelementen) im Teutoburger Wald. Das Feriendorf Golsmaas (Gemeinde Kronsgaard) an der Ostsee (50 Einzelhäuser, zwölf Reihenhäuser und ein Haupthaus als Nurdachhäuser mit teils rot gestrichenen Fachwerkelementen), wurde 1965 eingeweiht.
1966 errichtete das DEW das Feriendorf Gedern im Hohen Vogelsberg (40 Doppelhäusern und ein Haupthaus mit großen Fensterflächen in dunklen Holzrahmen). Darüber hinaus sind zu nennen das Feriendorf Sattelbogen im Bayerischen Wald (60 Doppelhäuser und ein Haupthaus mit holzverkleideten Obergeschossen) sowie das Feriendorf Todtnau im südlichen Schwarzwald (64 Doppelhäuser und ein Haupthaus mit holzverkleideten Obergeschossen). Von diesen sechs Standorten werden bis heute fünf als DEW-Feriendörfer betrieben. Das 6. Feriendorf Blomberg ist seit Sommer 2015 als Wohnort für Flüchtlinge verpachtet. Der entsprechende Vertrag mit der Stadt Blomberg lief bis Ende 2020. Seit dieser Zeit steht das Feriendorf leer.